# Joci Pápai
Joci Pápai, właśc. József Pápai (ur. 22 września 1981 w Tacie) – węgierski piosenkarz, aktor głosowy, raper i gitarzysta, dwukrotny reprezentant Węgier w Konkursie Piosenki Eurowizji (2017 i 2019).

## Życiorys

### Kariera
W 2005 wziął udział w przesłuchaniach do drugiej edycji programu TV2 Megasztár. Odpadł na ostatnim etapie przed odcinkami na żywo. W tym samym roku wydał swoje pierwsze single: „Ne nézz így rám!” i „Adj erőt!”, a także utwór „Nélküled”, który nagrał w duecie z raperem Majką. Piosenki umieścił na swoim debiutanckim albumie studyjnym, zatytułowanym Vigaszdíj, wydanym jeszcze w 2005.
W 2015 wydał kolejny singiel, „Mikor a test örexik”. W 2017 z piosenką „Origo” startował w krajowych eliminacjach eurowizyjnych A Dal 2017. Pomyślnie przeszedł przez ćwierćfinał i półfinał konkursu, dzięki czemu przeszedł do finału selekcji rozgrywanego 18 lutego. Zajął w nim pierwsze miejsce po zdobyciu największego poparcia telewidzów, dzięki czemu został wybrany na reprezentanta Węgier w 62. Konkursie Piosenki Eurowizji organizowanym w Kijowie. 11 maja wystąpił w drugim półfinale konkursu i z drugiego miejsca awansował do finału rozgrywanego 13 maja. Zajął w nim ósme miejsce z 200 punktami na koncie, w tym 152 punkty od telewidzów (7. miejsce) i 48 pkt od jurorów (17. miejsce). Jesienią 2017 uczestniczył w piątej edycji programu TV2 Sztárban sztár. Dotarł do finału, w którym zajął trzecie miejsce.
W 2019 z piosenką „Az én apám” startował w programie A Dal. W lutym zwyciężył w finale konkursu, zostając reprezentantem Węgier w 64. Konkursie Piosenki Eurowizji w Tel Awiwie. 14 maja wystąpił jako siódmy w kolejności w pierwszym półfinale konkursu, w którym zajął ostatecznie 12. miejsce z 97 punktami na koncie, w tym 32 punkty od widzów (14. miejsce) oraz 65 punktów od jurorów (9. miejsce) i nie zakwalifikował się do finału.

## Dyskografia

### Albumy studyjne
- Vigaszdíj (2005)

### Single
- „Ne nézz így rám”
- „Nélküled” (współpraca: Majka i Tyson)
- 2011 – „Rabolj el”
- 2012 – „Hanna”
- 2013 – „Nekem ez jár” (współpraca: Majka, Curtis i BLR)
- 2015 – „Mikor a test örexik” (współpraca: Majka)
- 2015 – „Elrejtett világ” (współpraca: Caramel i Szabó Zé)
- 2016 – „Senki más” (współpraca: Majka)
- 2017 – „Origo”
- 2017 – „Özönvíz”
- 2018 – „Az én apám”